# Jaume Gil Aluja
Jaime Gil Aluja (Reus, 25 de septiembre de 1936) es un catedrático emérito de la Facultad de Ciencias Económicas de la Universidad de Barcelona (UB). Es experto en lógica borrosa, que define como la forma ideal de tratar la predicción y el futuro. Ha trabajado durante 35 años en la teoría de los conjuntos borrosos y desde 1983 realiza investigaciones destinadas a su utilización en la economía y la gestión de empresas. Es presidente de la Sociedad Internacional de Gestión y Economía Fuzzy (SIGEF), desde su creación en 1987. Ha sido nombrado doctor honoris causa por 31 universidades de todo el mundo, y elegido como académico en 11 academias científicas. Es presidente de la Real Academia de Ciencias Económicas y Financieras.

## Biografía
Nació el 25 de septiembre de 1936 en Reus, provincia de Tarragona (Cataluña, España). Está casado con Ana María Lafuente Bernard, y es padre de dos hijos: Jaime y Ana María. Actualmente tiene su domicilio en Barcelona.

## Trayectoria profesional
A lo largo de sus más de 50 años en el mundo académico, la aportación científica de este catedrático de economía  se ha centrado en la elaboración de elementos teóricos y técnicos que han dado lugar a excelentes herramientas de gestión para el tratamiento de problemas inmersos en un contexto de incertidumbre. A lo largo de su vida, ha compatibilizado la investigación (su actividad principal) con la gestión tanto de empresas como de instituciones financieras.
El 1 de junio de 1960 fue nombrado Jefe Superior de la Sociedad Española de Automóviles de Turismo, S.A. (SEAT) cargo que ocupa hasta el 30 de octubre de 1968, en que pasa a ocupar la responsabilidad de Asesor Técnico y Económico de la Dirección General de esta sociedad hasta el 30 de abril de 1985, en que cesa toda actividad en SEAT, como consecuencia de la ley española de incompatibilidades.
A partir de 1 de enero de 1969 hasta abril de 1985 ejerce la profesión libre de economista, colaborando con diferentes sociedades económicas y financieras. Así, fue consejero delegado de la Compañía de Desarrollo y Financiación, S.A. (CODEFINSA) desde su fundación hasta enero de 1973, de la Sociedad General Eurofinanza, S.A. (EUROFINANZA), desde su fundación el 1 de febrero de 1973 hasta el 5 de septiembre de 1983, y también del Fondo Internacional de Pintura, S.A. (FIPSA), desde su fundación el 28 de marzo de 1973 hasta el 5 de septiembre de 1994. Ocupó, también, el cargo de Director del Gabinete de Estudios de la Asociación de Promotores y Constructores de Edificios (APCE) de Barcelona, desde el 1 de noviembre de 1978 hasta el 30 de abril de 1985.
En 1988 es elegido Presidente de la Comisión Económico-Estatuaria del Futbol Club Barcelona cargo que ocupa hasta el 20 de febrero de 2002. Desde el 20 de octubre de 1994 ha colaborado con el Barça como miembro del Comité de Cultura del Club. Al ser elegido Presidente de la Real Academia de Ciencias Económicas y Financieras de España cesa de todas sus responsabilidades en el Fútbol Club Barcelona. El 23 de abril de 2009 es designado miembro del Consejo General de “la Caixa” y el 11 mayo de este mismo año es elegido Presidente de la Comisión de Control de esta Institución, cargo que ocupa hasta el 31 de julio de 2012. En el año 2010 es nombrado miembro del Consejo de Administración de SANEF, “Societé Autoroutes du Nord-Est de la France SA” (París), cesando en este cometido el mes de abril de 2013. El 26 de abril de 2013 es designado miembro del “Consejo Asesor” de Abertis (España). El 30 de noviembre de 2012 pasa a ocupar el cargo de miembro del Consejo de Administración de VidaCaixa Grupo SA (España). El 15 de julio de 2013 pasa a ser Consejero de la Sociedad VidaCaixa SA de Seguros y Reaseguros, sociedad unipersonal.

### Titulación Universitaria
En 1959 obtuvo el título de licenciado en Ciencias Políticas, Económicas y Comerciales, por la Universidad de Barcelona. En 1964 obtuvo su primer título de doctor en Ciencias Políticas, Económicas y Comerciales, por la Universidad de Barcelona con una calificación de Sobresaliente "Cum Laude". En 1977 obtuvo el título de Diplomado en Organización y Dirección de Empresas por la Escuela de Administración de Empresas (E.A.E.) de Barcelona.

#### Doctorados Honoris Causa
Ha sido investido Doctor Honoris Causa por las siguientes 31 universidades: Universidad de Buenos Aires (Argentina), Universidad de Sofía (Bulgaria), Universidad Económica de Bielorrusia, Universidad de Santiago de Cuba (Cuba), Universidad de Reggio Calabria (Italia), Universidad de Vigo (España), Universidad Rovira i Virgili (España), Universidad de Lipetsk (Rusia), Universidad Estatal de Nicolaev (Ucrania), Universidad de Perpiñán (Francia), Universidad de León (España), Universidad de La Réunion (Francia), Universidad de Burdeos (Francia), Universidad de Mesina (Italia) Universidad de Astaná (Kazajistán), Universidad de Gerona (España), Universidad de Petrosani (Rumania), Centro de Investigación y Desarrollo del Estado de Morelia (México), Universidad Estatal Económica de Azerbaiyán, Universidad Rey Juan Carlos de Madrid (España), Universidad de Santiago de Compostela (España), Universidad de Timisoara (Rumanía), Universidad Estatal de Bielorrusia, Universidad Odlar Yurdu (Azerbaiyán) y Universidad Técnica de Creta (Grecia), Universidad Lucian Blaga de Sibiu (Rumanía), Universidad de Málaga (España), Universidad Siglo XXI de Córdoba (Argentina), Academia de Estudios Económicos de Moldavia, Universidad de Extremadura (España) y Academia de Estudios Económicos de Bucarest (Rumanía).

### Actividad docente
Inmediatamente después de licenciarse, inicia su labor como docente desde el 1 de octubre de 1959 en la Facultad de Ciencias Económicas de la Universidad de Barcelona.
Fue nombrado catedrático numerario por oposición en 1965 de Contabilidad Aplicada y Técnica de Empresas de la Escuela Profesional de Comercio, catedrático numerario por oposición desde 1967 de Economía de la Empresa de la Universidad de Barcelona, profesor titular de la Escuela de Administración de Empresas, desde el curso 1968/69 hasta el curso 1972/73, profesor de Microeconomie Approfondie de la Universidad de París Dauphine desde el curso 1992/93 hasta 1997/98, y finalmente nombrado catedrático emérito de la Universidad Rovira i Virgili desde noviembre de 2007.
Ha asumido diversos cargos universitarios, destacándose su labor como Director del Departamento de Economía y Organización de Empresas en la Facultad de Ciencias Políticas, Económicas y Comerciales de Barcelona por O.M. de 12-1-68 y Acta levantada con fecha 2 de agosto de 1968, hasta el 31 de enero de 1994.

#### Tesis doctorales dirigidas
Ha dirigido 37 tesis doctorales, la primera en el 1968 con el título "Estructuras de Financiación de Empresas" por el doctorando Dr. Juan Bilbao Bergés, y la última en el 2004 con el título "Las lógicas multivalentes en la gestión de empresas con productos de alto riesgo" por la doctorando Dra. Mª Carmen Sanahuja Pi.

## Academias
El Dr. Jaime Gil Aluja pertenece a las siguientes 11 academias científicas:
Académico de número de la Real Academia de Ciencias Económicas y Financieras. España, 30 de diciembre de 1973.
Académico Asociado de l’Académie Delphinale. Francia, 12 de junio de 1992.
Académico Honorario de la International Academy of Computer Science de la CEI. Moscú, 8 de septiembre de 1993.
Académico de la Academia Rusa de Ciencias Naturales. Moscú, 30 de septiembre de 1993.
Académico de Honor de la Academia Rumana. Bucarest, 7 de febrero de 1995.
Académico de Honor de la Academia Rusa de Ingeniería (Moscú), 27 de marzo de 1997.
Académico de la Academia Mundial de las Artes y las Ciencias. San Francisco, USA, junio de 2006.
Académico (full member) de la International Academy of Modern Sciences. Bakú, Azerbaiyán, 23 de noviembre de 2007.
Académico Correspondiente (foreing member) de la Montenegrin Academy of Sciences and Arts. Podgorica, Montenegro, 19 de diciembre de 2008.
Académico (foreign member) de la Academia de Ciencias y Artes de la República de Srpska (Bosnia y Herzegovina), 17 de marzo de 2011.
Académico de la Academia Europea de Ciencias y Artes (Salzburgo), 2 de marzo de 2013

### Actividades académicas
Entre las más recientes se encuentran:
- Miembro del Comité Científico del IX Seminario Internacional Penser l’Europe. Bucarest, Rumania, 8-9 de octubre de 2010.
- Miembro del Comité Científico del International Multidisciplinary Symposium. Petrosani, Rumania, 14-15 de octubre de 2010.
- Presidente y Miembro del Comité Científico del XVI International Congress of SIGEF, Economical and Financial Systems in Emergent Economies. La ilustre Academia Iberoamericana de Doctores. A.G. Morelia, México, 28-29 de octubre de 2010.
- Miembro del Consejo Científico del XXV Congreso Anual de AEDEM: “Los mercados del mañana: bases para su análisis hoy” Valencia, España, 8-10 de junio de 2011.

#### Real Academia de Ciencias Económicas y Financieras
El 29 de abril de 1976 el Dr. Jaime Gil Aluja ingresa como académico de número en la Real Academia de Ciencias Económicas y Financieras de España. Su discurso de ingreso leído en el acto de su recepción lleva por título "Liquidez e inflación en el proceso microeconómico de inversión". El discurso de contestación lo realizó el académico de número Dr. Mario Pifarré Riera. Desde el 20 de febrero de 2002 es el presidente de esta Real Corporación.

## Obra
Se le considera el padre de la nueva teoría de la incertidumbre por el desarrollo de las lógicas multivalentes en el ámbito económico y de gestión. Ha publicado más de 200 trabajos científicos en diversas revistas, y cerca de 30 libros los cuales han sido publicados o traducidos en español, inglés, ruso, francés, catalán, italiano y rumano.

### Teoría de la incertidumbre
El Dr. Gil Aluja nunca se sintió cómodo con las aplicaciones empresariales de una matemática surgida de la certeza, ya que su experiencia y actividad profesional le decían que las decisiones empresariales surgen de la conjetura y de la incertidumbre. Así, de una manera valiente, realiza un cambio: de Newton (estructuras basadas en la certeza) por Zadeh. Y luego de muchos estudios, nace el nuevo "principio de la simultaneidad gradual", cuyo enunciado es el siguiente: "Una proposición puede ser verdadera y falsa a la vez, a condición de asignar un grado a la verdad y un grado a la falsedad". El resultado es la obra "Elements for a theory of decision in uncertainty". Ha participado en el Consejo editorial y científico de 20 publicaciones de prestigio reconocido, al mismo tiempo que ha formado parte de 131 Comités Científicos y de Organización de congresos científicos nacionales e internacionales, presidiendo 49 de ellos. Es considerado el padre de la nueva teoría de la incertidumbre por el desarrollo de las lógicas multivalentes en el ámbito económico y de gestión. Su elevada actividad se traduce en la actualidad en más de 200 trabajos científicos publicados en diversas revistas, alrededor de 30 libros pioneros en el ámbito del tratamiento de la incertidumbre dentro del campo de la gestión, desde su "Introducción de la teoría de los subconjuntos borrosos a la gestión de las empresas" hasta los “Algoritmos para el tratamiento de fenómenos económicos complejos”. Sus obras han sido publicadas o traducidas en español, inglés, ruso, francés, catalán, italiano y rumano

### Libros publicados
Aproximadamente durante veinticinco años, las investigaciones realizadas por el Dr. Gil Aluja han sido fruto del trabajo efectuado en equipo con el matemático francés Arnold Kaufmann. El fallecimiento del Dr. Kaufmann en junio de 1994, puso fin a esta colaboración. Los libros publicados en aquel período llevan la firma de ambos profesores.
- Introducción de la teoría de los subconjuntos borrosos a la gestión de las empresas. Ed. Milladoiro. ISBN 84-398-7630-0. Santiago de Compostela, España, 1986.
- Técnicas operativas de gestión para el tratamiento de la incertidumbre. Ed. Hispano Europea. Barcelona, España, 1987.
- Models per a la recerca d'efectes oblidats. Ed. Milladoiro. ISBN 84-404-3657-2. Santiago de Compostela, España, 1988.
- Modelos para la investigación de efectos olvidados (enlace roto disponible en Internet Archive; véase el historial, la primera versión y la última).. Ed. Milladoiro. Santiago de Compostela, España, 1988.
- Las matemáticas del azar y de la incertidumbre. Ed. Centro de Estudios Ramón Areces. ISBN 84-87191-26-6. Madrid, España, 1990.
- Inversiones, Certeza, Riesgo e incertidumbre, I. Facultad de Ciencias Económicas. Barcelona, España, 1991.
- Nuevas técnicas para la dirección estratégica. Ediciones Universidad de Barcelona. ISBN 84-475-0215-5. Barcelona, España, 199.
- Técnicas de Gestión de Empresa. Previsiones, decisiones y estrategias. Ed. Pirámide. Madrid, España, 1992.
- Técnicas especiales para la gestión de expertos. Ed. Milladoiro. ISBN 84-404-3657-2. Santiago de Compostela, España, 1993.
- La creatividad en la gestión de las empresas. En colaboración con Anna Maria Gil Lafuente. Ed. Pirámide. Madrid, España, 1994.
- Matemática para la economía y la gestión de empresas. Vol I. (Aritmética de la incertidumbre). En colaboración con Antonio Terceño. Ed. Foro Científico. Barcelona, España, 1994.
- Grafos neuronales para la economía y la gestión de las empresas. Ed. Pirámide. Madrid, España, 1995.
- La gestión interactiva de los recursos humanos en la incertidumbre. Ed. CEURA. Madrid, 1996. (Versión inglesa de Kluwer Academic Publishers, 1998)
- Invertir en la incertidumbre. Ed. Pirámide. Madrid, 1997. (Versión inglesa de Kluwer Academic Publishers, 1998).
- Elementos para una teoría de la decisión en la incertidumbre. Ed. Milladoiro. ISBN 84-605-9437-8. Vigo, 1999. (Versión inglesa de Kluwer Academic Publishers. 1999).
- Introducción de la teoría de la incertidumbre en la gestión de empresas. Ed. Milladoiro-Academia de Doctors. ISBN 84-931229-4-7. Vigo, Barcelona, España, 2002. (Versión inglesa de Ed. Springer 2003).
- Algoritmos para el tratamiento de fenómenos económicos complejos. Bases, desarrollos y aplicaciones. En colaboración con Ana María Gil Lafuente. Ed. Universitaria Ramón Areces. ISBN 978-84-8004-784-6. Madrid, 2007.

### Artículos publicados
Algunos de los más recientes son:
- “Affinity in the Selection of a Player” (con Ana M.ª Gil Lafuente). Capítulo de libro: Optimal Strategies in Sport Economics and Management (ISBN 978-3-642-13204-9). Ed. Springer Dordrecht, 2010, p. 1-14.
- “El tránsito hacia el estudio de sistemas económicos complejos”. Capítulo del libro-homenaje a Rafael Muñoz Ramírez. “Empresario y Docente”. ISBN 978-84-96648-41-8. Ed. AECA, (Madrid 2010), p. 73-95.
- “Modelo para la estimación de variables que interviene en el proceso decisional de la población hacia actitudes de compromiso social”. Proyecto Nacional Competitivo, referencia TRA 2009-0360 (investigadora principal Ana M.ª Gil Lafuente). 2010-2011.
- “Decision making with the induced generalized adequacy coefficient” (con Jose M. Merigó y Anna M. Gil-Lafuente) Appl. Comput. Math., V, 10, N.2, 2011, pp. 321-339.
- “A new aggregation method for strategic decision making and its application in assigment theory” (con José M. Merigó y Anna M. Gil-Lafuente). African Journal of Business Management. Vol. 5 (11) 4 June 2011 (ISSN 1993-8233) pp. 4033-4043.
- “Using homogeneous groupings in portfolio manàgement” (con Anna M. Gil-Lafuente y José M. Merigó). Expert Systems with Applications. An International Journal. Volumen 38, Issue 9, septiembre de 2011 (ISSN 0957-4174) pag. 10950-10958.

### Conferencias nacionales
Se destacan las más recientes:
- Investigación económica y financiera en España. Conferencia pronunciada en el Palacio de Senado de Madrid. 26 de mayo de 2009. (Publicada en los Anales del Curso Académico 2008-2009 de la RACEF,[5] p. 101-106).
- El futuro del sistema económico español. Conferencia pronunciada en la Societat el Círcol, organizada por Rotary Reus. Reus, 19 de abril de 2010.
- La incertidumbre en la gestión de los clubes de fútbol. Conferencia pronunciada con motivo de la IX Diada dels Economistes. Palma de Mallorca, 10 de diciembre de 2010.

### Conferencias internacionales
Entre otras ha realizado las siguientes intervenciones recientes en el exterior:
- L’appertation Scientifique de l’Europe Méditerranéenne: quelques traits historiques. Conferencia pronunciada en el marco del Seminario Internacional “Penser l’Europe”. Bucarest, Rumania, 8-9 de octubre de 2010.
- “Nouvelles perspectives pour des langages mathématiques de demain”. Conferencia pronunciada en el ámbito de la International Conference “Turning to Account the Cultural Identities in Global Processes”. Bucarest 24-25 de junio de 2011.

## Distinciones
Se destacan:
- Oficial de la Orden de las Palmas Académicas. Francia, 1 de agosto de 1972.
- Caballero de la Orden Nacional del Mérito de Francia, 25 de febrero de 1989.
- Medalla de Oro de la Escuela de Administración de Empresas de Barcelona. España.
- Medalla de la Facultad de Ciencias Económicas y Empresariales de Barcelona. España.
- Medalla de la Universidad de Barcelona. España.
- Medalla de Honor del Centre d’Etudes Pratiques d’Informatique et d’Automatique de Paris (CEPIA). Francia.
- Gran Cruz de la Orden Civil de Alfonso X El Sabio (Consejo de Ministros del 5 de noviembre de 1999). España.
- Medalla de la Academia de Montpellier. Francia, 13 de octubre de 2000.
- Medalla de la Universidad Mediterránea de Reggio Calabria. Italia, 5 de septiembre de 2001.
- Medalla de la Universidad Montesquieu de Burdeos. Francia, 13 de mayo de 2003.
- Comendador de la Orden del Trono del Reino de Marruecos, 28 de septiembre de 2004.[6]
- Medalla de la Universidad Euroasiática de Astaná. Kazajistán, 26 de agosto de 2004.
- Medalla del Cincuentenario de la Polish Academy of Sciences. Polonia, 12 de abril de 2008.
- Llave de Barcelona de 2010. Barcelona, España, 22 de noviembre de 2010.